# Juneteenth

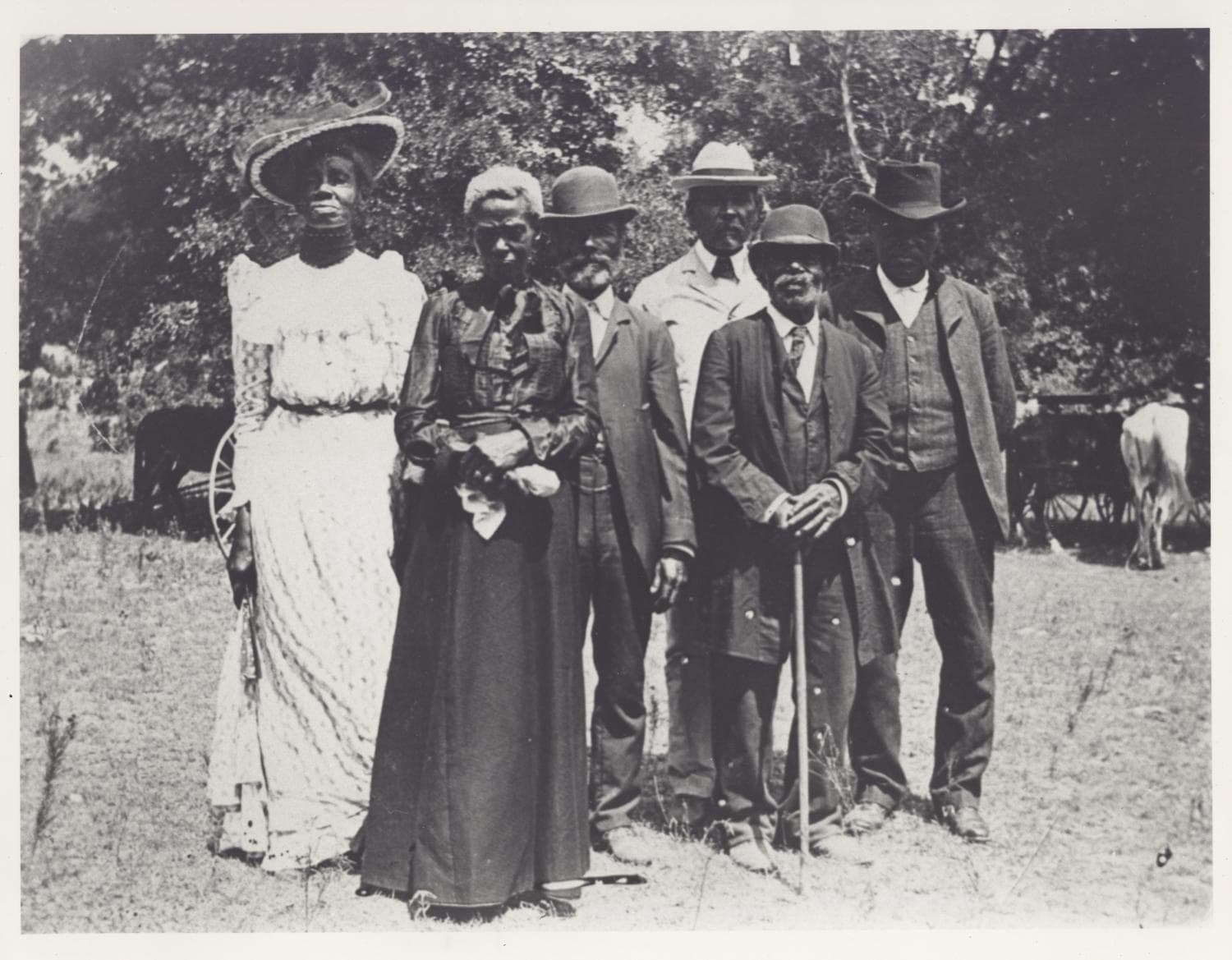
Celebração do Juneteenth em Austin (Texas), em 1900

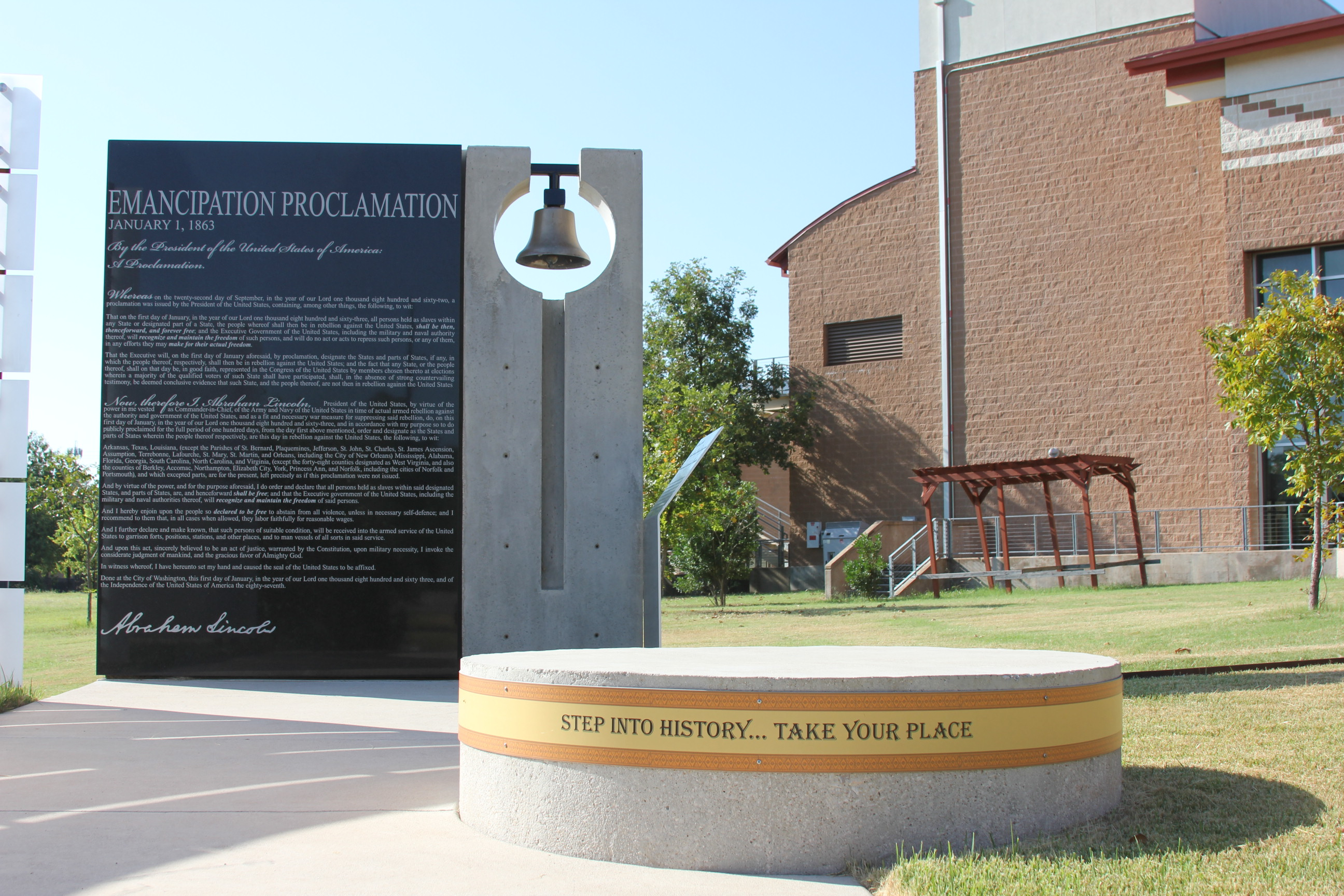
Juneteenth Memorial Monument em Austin.

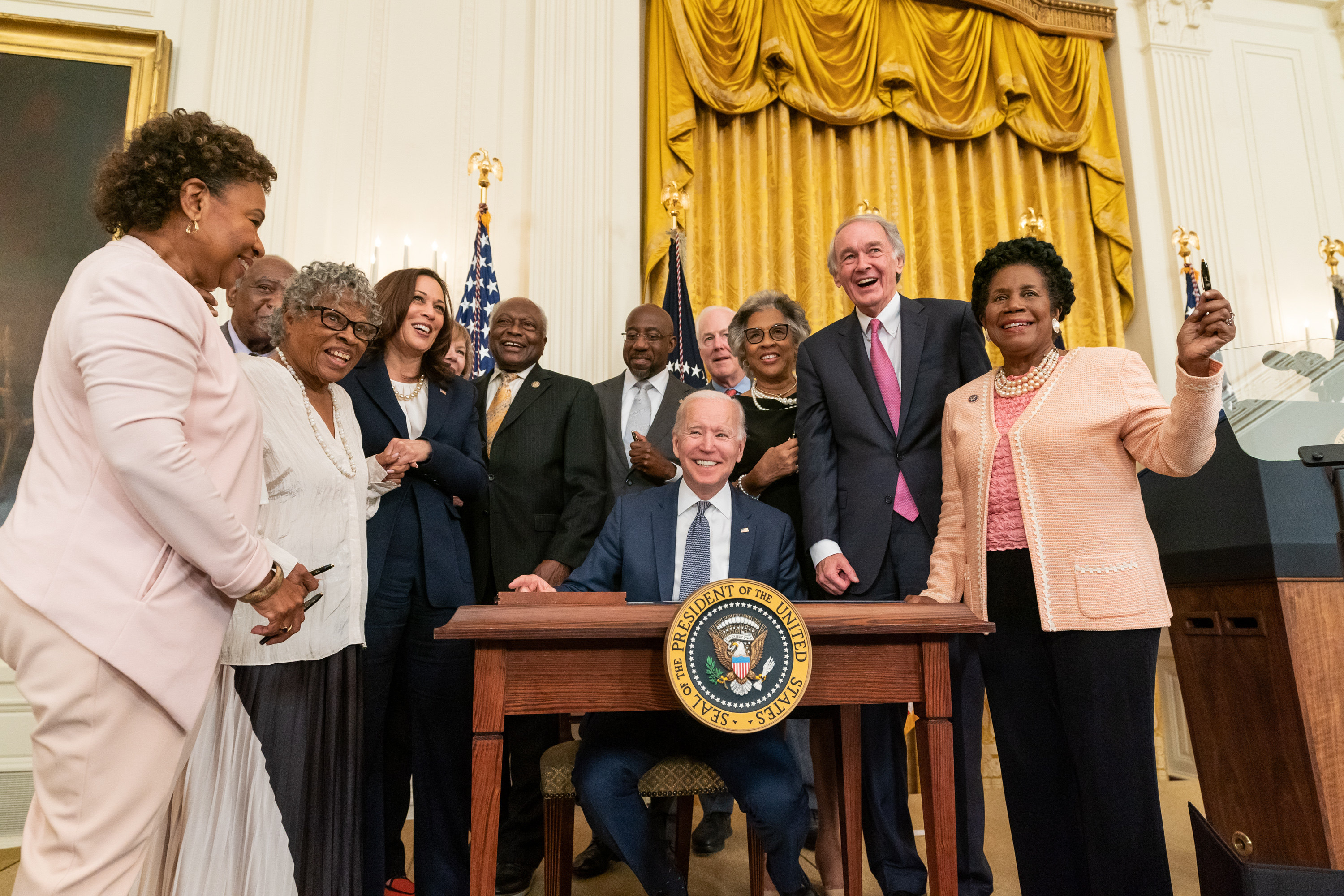
O presidente Biden assina a lei que torna o Juneteenth em feriado nacional.

Juneteenth (oficialmente chamado de Juneteenth National Independence Day ou historicamente como Jubilee Day, Emancipation Day ["Dia da Emancipação"], Freedom Day ["Dia da Liberdade"] ou Black Independence Day ["Dia da Independência dos Negros"]) é um feriado nacional nos Estados Unidos que comemora a emancipação dos afro-americanos escravizados. É normalmente visto como uma celebração a cultura afro-americana. Originário da região de Galveston, Texas, tem sido celebrado anualmente em 19 de junho em várias partes dos Estados Unidos desde 1866. O Juneteenth foi oficialmente reconhecido como um feriado federal em 17 de junho de 2021, quando o Presidente Joe Biden assinou a respectiva lei. A data faz referência a 19 de junho de 1865, o dia que o general Gordon Granger emitiu a "Ordem Nº3", proclamando e fazendo cumprir a liberdade das pessoas escravizadas no Texas, que foi o último estado da Confederação que ainda mantinha a instituição da escravidão bem ativa.
O Presidente Abraham Lincoln assinou a Proclamação de Emancipação em 1 de janeiro de 1863, que libertou todos os escravos nos estados que formavam a Confederação. A aplicação da Proclamação geralmente dependia do avanço das tropas da União. O Texas, o mais remoto dos membros da Confederação, havia visto a escravidão se expandir e o estado não era uma prioridade para a União durante a Guerra Civil; assim, impor a proclamação foi difícil e lento antes da chegada do general Granger. Embora a Proclamação de Emancipação tenha declarado o fim da escravidão nos estados em rebelião do sul, até perto do fim da guerra, devido a considerações políticas, a escravidão permaneceu legal em dois estados de fronteira (Delaware e Kentucky). Esta situação aparentemente conflituosa terminou com a ratificação da 13ª Emenda que constitucionalmente aboliu a escravidão em todo o território dos Estados Unidos, em 6 de dezembro de 1865, e depois com o fim da servidão nos territórios indígenas que haviam se aliado a Confederação, em especial os Choctaws, em 1866.
Celebrações começaram ainda em 1866, a princípio envolvendo reuniões comunitárias centradas em igrejas no Texas. Acabou se espalhando pelo sul dos Estados Unidos e se tornou mais proeminente nas décadas de 1920 e 30. Durante a Grande Migração, milhares de afro-americanos deixaram o sul em busca de mais oportunidades e para fugir das políticas segregacionistas. Isso fez com que a celebração do Juneteenth se espalhasse pelo país, com celebrações agora ocorrendo nos quatro cantos dos Estados Unidos. Durante o movimento dos direitos civis na década de 1960, essas celebrações foram eclipsadas pelos protestos por igualdade, mas a partir da década de 70, o Juneteenth voltou a ganhar popularidade na comunidade afro-americana. Começando no Texas por proclamação em 1938 e força de legislação em 1979, cerca de 49 estados e o Distrito de Colúmbia já haviam reconhecido o Juneteenth formalmente como uma data especial.
O Juneteenth era reconhecido como um feriado estadual ou data especial observada em muitos estados nos Estados Unidos, porém, em 2021, foi oficialmente reconhecido pelo Congresso como um feriado nacional a ser observado por todas as entidades federativas da União.
A 19 de junho de 2024, durante uma celebração do Juneteenth junto ao Lago Merritt, em Oakland, nos Estados Unidos, ocorreu um tiroteio e várias pessoas foram baleadas. Felizmente não existiram vítimas mortais, mas algumas pessoas foram hospitalizadas.